# 호암전집
호암전집(湖岩全集)은 문일평의 유고(遺稿)를 수집 정리한 책이다. 권1은 정치 외교사편으로, 한미관계(韓美關係) 50년사, 한말외교, 서세동점의 선구, 조선인과 국제안(眼), 사상(史上)의 경오년(庚午年)·정묘호란·병자호란을 통해 본 조선, 중요성을 띤 이조사의 3정축(丁丑), 한양조의 정치가 군상, 만주와 조선인, 사상의 기인(奇人), 권2는 문화 풍속편으로, 사안(史眼)으로 본 조선, 조선 문화의 대한 일 고찰, 세계문화사 선구, 문화적 발굴, 이조 문화의 별 페이지, 사상에 나타난 예술의 성직, 예술과 로맨스, 근대 명승소열전(名僧小列傳), 조선 화가지, 전쟁문학, 정음소사(正音小史), 서의(西醫) 수입 50년, 조선 여성의 사회적 지위, 차고사(茶故事), 담배고, 세시고, 권3은 수필 및 기행편으로, 사외이문(史外異聞), 동해유기(東海遊記), 만추등척(晩秋登陟), 조선의 명폭(名瀑), 근교 산악사화 등의 내용이다.